# Bộ Nhà ở và Kiến thiết thành thị, nông thôn (Trung Quốc)
Bộ Nhà ở và Kiến thiết thành thị, nông thôn (tiếng Trung: 中华人民共和国住房和城乡建设部, gọi ngắn: 住房城乡建设部), viết tắt là Bộ Kiến Trú (住建部), tên quốc tế là MOHURD là một cơ quan cấp bộ trực thuộc Quốc vụ viện Cộng hòa Nhân dân Trung Hoa phụ trách quản lý xây dựng.
Bộ Nhà ở và Kiến thiết thành thị, nông thôn chịu trách nhiệm chính trong việc hoạch định các chính sách về nhà ở và xây dựng đô thị, nông thôn, hướng dẫn xây dựng nhà ở quốc gia và cải cách hệ thống nhà ở, giám sát và quản lý thị trường xây dựng, an toàn xây dựng và thị trường bất động sản.

## Lịch sử

### Thời kỳ đầu
Thời kỳ ban đầu của Bộ Kiến Trú diễn ra vào những năm 80, khi Trung Quốc vừa mở cửa. Ngày 12 tháng 3 năm 1979, Quốc vụ viện ra thông báo rằng Ủy ban Trung ương Đảng Cộng sản Trung Quốc phê chuẩn việc thành lập Tổng cục Kiến trúc thành thị Quốc gia (国家城市建设总局), trực thuộc Quốc vụ viện và do Ủy ban Kiến thiết cơ bản Quốc gia Trung Hoa quản lý.
Ngày 4 tháng 5 năm 1982, một số cơ quan của Tổng cục Kiến trúc thành thị Quốc gia, Tổng cục Kỹ thuật xây dựng Nhà nước, Tổng cục Đo đạc và Bản đồ Nhà nước và Ủy ban Kiến thiết cơ bản Quốc gia hợp nhất với Văn phòng Tiểu tổ Lãnh đạo Quốc gia về Bảo vệ Môi trường để thành lập Bộ Kiến thiết thành thị, nông thôn và Bảo vệ Môi trường (中华人民共和国城乡建设环境保护部).
Tháng 5 năm 1988, Kỳ họp thứ bảy của Đại hội Đại biểu Nhân dân toàn quốc lần thứ VII đã thông qua Quyết định về Chương trình cải cách thể chế của Quốc vụ viện, giải thể Bộ Kiến thiết thành thị, nông thôn và Bảo vệ Môi trường và thành lập Bộ Xây dựng. Công việc thiết kế, xây dựng, hạn ngạch tiêu chuẩn và các tổ chức của tổ chức cũ được đặt trực thuộc Bộ Xây dựng.

### Bộ Kiến Trú
Ngày 15 tháng 3 năm 2008, kỳ họp thứ nhất của Đại hội Đại biểu Nhân dân toàn quốc lần thứ XI đã thông qua Quyết định về Chương trình cải cách thể chế của Quốc vụ viện và thông qua Chương trình cải cách thể chế của Quốc vụ viện. Quy hoạch quy định thành lập Bộ Nhà ở và Kiến thiết thành thị, nông thôn Trung Hoa, Bộ Xây dựng được giải thể.
Ngày 13 tháng 9 năm 2018, Văn phòng Trung ương Đảng Cộng sản Trung Quốc và Văn phòng Quốc vụ viện Trung Quốc đã ban hành Thông báo về việc điều chỉnh việc thành lập các tổ chức phụ trách của Bộ Nhà ở và Kiến thiết thành thị, nông thôn (Sảnh tự [2018] số 81), quyết định trách nhiệm quản lý quy hoạch đô thị và nông thôn của Bộ Kiến Trú được chuyển giao cho Bộ Tài nguyên, Ty Quy hoạch đô thị, nông thôn của Bộ Kiến Trú được giải thể, đồng thời không thành lập chức vụ Ty trưởng quy hoạch của Bộ Kiến trú. Trách nhiệm quản lý danh lam thắng cảnh và di sản thiên nhiên của Bộ Kiến Trú được giao cho Cục Lâm nghiệp và Thảo nguyên. Giao cho Bộ Công an, Bộ Kiến Trú hướng dẫn thẩm định thiết kế về phòng cháy chữa cháy đối với các công trình xây dựng.
Vào ngày 31 tháng 8 năm 2020, theo Ý kiến thực hiện của Ủy ban Phát triển và Cải cách Quốc gia Trung Quốc về thúc đẩy toàn diện cải cách phân tách của các hiệp hội công nghiệp, thương mại và cơ quan hành chính (Phát Cải Thể Cải [2019] Số 1063), Bộ Kiến Trú, Hiệp hội Quy hoạch đô thị, Hiệp hội Khảo sát và thiết kế Trung Quốc, Hiệp hội Công nghiệp xây dựng Trung Quốc, Hiệp hội Lắp đặt Trung Quốc, Hiệp hội Giám sát xây dựng Trung Quốc, Hiệp hội Trang trí tòa nhà Trung Quốc, Hiệp hội Ga thành phố Trung Quốc, Hiệp hội Sưởi ấm khu phố Trung Quốc, Hiệp hội Cấp thoát nước khu phố Trung Quốc, Hiệp hội Công viên Trung Quốc, 26 hiệp hội ngành gồm Hiệp hội Giao thông công cộng đô thị, Hiệp hội Tiêu chuẩn hóa Xây dựng kỹ thuật Trung Quốc, Hiệp hội Giáo dục xây dựng Trung Quốc, Hiệp hội Văn hóa và Nghệ thuật xây dựng Trung Quốc, Hiệp hội Tiết kiệm năng lượng tòa nhà Trung Quốc, được đăng ký trực tiếp theo quy định của pháp luật, hoạt động độc lập và không chịu quản lý chức năng, không còn thiết lập bộ phận giám sát kinh doanh. Hủy bỏ các khoản chiếm dụng tài chính trực tiếp và hỗ trợ sự phát triển thông qua việc mua các dịch vụ của nhà nước.

## Vai trò và chức trách
Theo Quy định về trách nhiệm chính và biên chế của Bộ Nhà ở và Kiến thiết thành thị, nông thôn Trung Hoa, Bộ Kiến Trú đảm nhận các chức năng, trách nhiệm sau:
1. Chịu trách nhiệm bảo lãnh nhà ở cho các gia đình có thu nhập thấp tại các thành trấn. Xây dựng chính sách an ninh nhà ở và hướng dẫn thực hiện. Xây dựng kế hoạch và chính sách về nhà ở cho thuê giá rẻ, làm việc với các bộ phận liên quan để thu xếp quỹ nhà cho thuê giá rẻ của chính quyền trung ương và giám sát việc thực hiện của các tổ chức địa phương. Lập kế hoạch phát triển an ninh nhà ở, kế hoạch hàng năm và giám sát việc thực hiện.
2. Chịu trách nhiệm thúc đẩy cải cách hệ thống nhà ở. Xây dựng chính sách nhà ở phù hợp với điều kiện quốc gia, hướng dẫn xây dựng nhà ở và cải cách hệ thống nhà ở, lập kế hoạch xây dựng nhà ở quốc gia và hướng dẫn thực hiện, nghiên cứu đưa ra các khuyến nghị chính sách về nhà ở và các vấn đề xây dựng đô thị, nông thôn.
3. Đảm nhận công tác quy định trật tự xây dựng nhà ở và quản lý xây dựng đô thị, nông thôn. Dự thảo luật và các quy định về nhà ở và xây dựng đô thị, nông thôn, và xây dựng các quy định cụ thể. Tổ chức lập và thực hiện quy hoạch đô thị và nông thôn theo quy định của pháp luật, xây dựng chính sách, quy định về quy hoạch đô thị và nông thôn, tổ chức lập quy hoạch hệ thống đô thị quốc gia cùng với các ban ngành liên quan, chịu trách nhiệm thẩm định, phê duyệt quy hoạch tổng thể đô thị và quy hoạch hệ thống đô thị ở tỉnh do Quốc vụ viện giao, giám sát việc thực hiện và tham gia sử dụng đất. Rà soát đề cương quy hoạch tổng thể, lập kế hoạch phát triển khoa học và công nghệ, chính sách kinh tế phục vụ nhà ở và xây dựng đô thị, nông thôn.
4. Chịu trách nhiệm thiết lập hệ thống tiêu chuẩn kỹ thuật xây dựng khoa học và chuẩn hóa. Tổ chức xây dựng tiêu chuẩn quốc gia giai đoạn thực hiện xây dựng dự án, xây dựng và công bố thống nhất hạn ngạch quốc gia và tiêu chuẩn ngành xây dựng dự án, dự thảo nghiên cứu khả thi dự án xây dựng, phương pháp đánh giá, thông số kinh tế, tiêu chuẩn xây dựng và hệ thống quản lý chi phí dự án, dự thảo các công trình dịch vụ công cộng (không bao gồm phương tiện thông tin liên lạc) xây dựng tiêu chuẩn và giám sát việc thực hiện, hướng dẫn và giám sát việc thực hiện các tiêu chuẩn xây dựng dự án và định giá chi phí dự án, và tổ chức công bố thông tin chi phí dự án.
5. Chịu trách nhiệm điều tiết trật tự thị trường bất động sản và giám sát, quản lý thị trường bất động sản. Phối hợp với các ban ngành liên quan tổ chức xây dựng chính sách giám sát thị trường bất động sản và giám sát việc thực hiện, hướng dẫn việc chuyển nhượng, phát triển và sử dụng quyền sử dụng đất đô thị đã thanh toán, đề xuất quy hoạch phát triển ngành, chính sách công nghiệp cho ngành bất động sản, xây dựng phát triển bất động sản, quản lý quyền sở hữu nhà ở, cho thuê nhà, giám sát và thực hiện các nội quy, quy chế quản lý diện tích nhà, quản lý môi giới và định giá bất động sản, quản lý tài sản, thu hồi và phá dỡ nhà.
6. Giám sát và quản lý thị trường xây dựng và điều chỉnh hành vi của tất cả các bên trên thị trường. Hướng dẫn các hoạt động xây dựng quốc gia, tổ chức và thực hiện giám sát và thực thi hoạt động đấu thầu các công trình xây dựng nhà ở và công trình đô thị, xây dựng luật và quy định về thiết kế khảo sát, xây dựng và giám sát thi công, giám sát và hướng dẫn thực hiện, lập chiến lược phát triển ngành xây dựng công trình, xây dựng, khảo sát và thiết kế, Kế hoạch trung hạn và dài hạn, kế hoạch cải cách, chính sách công nghiệp, quy tắc và quy định và giám sát việc thực hiện, xây dựng các quy tắc và quy định điều chỉnh hành vi của tất cả các bên trong thị trường xây dựng và giám sát việc thực hiện của họ, tổ chức và phối hợp các công ty xây dựng tham gia hợp đồng dự án quốc tế và hợp tác lao động xây dựng.
7. Nghiên cứu xây dựng chính sách, quy hoạch xây dựng đô thị và hướng dẫn thực hiện, hướng dẫn việc xây dựng các công trình công cộng của thành phố, quản lý an toàn và khẩn cấp, xây dựng kế hoạch phát triển, chính sách và hướng dẫn thực hiện các danh lam thắng cảnh quốc gia, chịu trách nhiệm thẩm định, phê duyệt, giám sát và quản lý các danh lam thắng cảnh quốc gia và tổ chức rà soát việc công bố di sản thiên nhiên thế giới, rà soát việc công bố di sản kép văn hóa và tự nhiên của thế giới cùng với các cơ quan di tích văn hóa và các cơ quan chức năng khác, chịu trách nhiệm bảo vệ, giám sát và quản lý các thành phố (hương trấn, thôn) lịch sử và văn hóa cùng với cơ quan quản lý di tích văn hóa.
8. Chịu trách nhiệm quy định việc xây dựng hương, trấn và hướng dẫn xây dựng nông thôn trong phạm vi cả nước. Xây dựng và hướng dẫn thực hiện các chính sách xây dựng hương trấn, hướng dẫn quy hoạch hương trấn, xây dựng nhà ở nông thôn an toàn và cải tạo nhà ở dột nát, hướng dẫn cải thiện môi trường sinh thái của các khu vực nhỏ, hướng dẫn xây dựng các hương trấn trọng điểm trên cả nước.
9. Chịu trách nhiệm giám sát chất lượng và an toàn các công trình xây dựng. Xây dựng và giám sát việc thực hiện các chính sách, quy phạm, quy định về chất lượng công trình xây dựng, an toàn sản xuất xây dựng và lập hồ sơ nghiệm thu hoàn thành, tổ chức hoặc tham gia điều tra, xử lý các sự cố lớn về chất lượng, an toàn công trình, xây dựng chính sách kỹ thuật cho ngành xây dựng, ngành khảo sát thiết kế, tư vấn và hướng dẫn thực hiện.
10. Thực hiện trách nhiệm thúc đẩy tiết kiệm năng lượng xây dựng và giảm phát thải đô thị. Làm việc với các bộ phận liên quan để xây dựng chính sách, kế hoạch và giám sát việc thực hiện xây dựng hiệu quả năng lượng, tổ chức thực hiện các dự án hiệu quả năng lượng lớn của tòa nhà và thúc đẩy giảm phát thải đô thị.
11. Chịu trách nhiệm giám sát, quản lý quỹ dự phòng để đảm bảo sử dụng hiệu quả và an toàn quỹ dự phòng. Phối hợp với các bộ phận liên quan xây dựng chính sách quỹ dự phòng nhà ở, kế hoạch phát triển và tổ chức thực hiện, xây dựng hệ thống ký quỹ, sử dụng, quản lý và giám sát quỹ dự phòng nhà ở, giám sát quỹ dự phòng nhà ở trên toàn quốc và các quỹ nhà ở khác trong quản lý, sử dụng và an toàn, quản lý hệ thống thông tin quỹ dự phòng nhà ở.
12. Giao lưu, hợp tác quốc tế trong lĩnh vực nhà ở và xây dựng đô thị, nông thôn.
13. Thực hiện các công việc khác do Quốc vụ viện giao.

## Cơ cấu tổ chức
Cơ cấu tổ chức các đơn vị trực thuộc, phụ thuộc của Bộ Kiến Trú:

### Đơn vị cấp sảnh
- Sảnh Văn phòng Bộ (办公厅)
- Ty Pháp quy (法规司)
- Ty Cải cách và Phát triển nhà ở (住房改革与发展司)
- Ty An ninh nhà ở (住房保障司)
- Ty Đánh giá tiêu chuẩn (标准定额司)
- Ty Giám sát Thị trường bất động sản (房地产市场监管司)
- Ty Giám sát Thị trường kiến trúc (建筑市场监管司)
- Ty Kiến thiết thành thị (城市建设司)
- Ty Kiến thiết thôn trấn (村镇建设司)
- Ty Giám sát An toàn, chất lượng, kỹ thuật (工程质量安全监管司)
- Ty Công nghệ và Hiệu quả năng lượng (建筑节能与科技司)
- Ty Giám sát Quỹ cấp nhà ở (住房公积金监管司)
- Ty Giám sát Quản lý đô thị (城市管理监督局)
- Ty Tài chính đối ngoại (计划财务与外事司)
- Ty Nhân sự (人事司)
- Ủy ban Cơ quan (机关委员会)
- Cục Công vụ về hưu (离退休干部局)

### Đơn vị trực thuộc
- Trung tâm Phục vụ cơ quan (机关服务中心)
- Viện Nghiên cứu Kế hoạch thành thị (中国城市规划设计研究院)
- Sở Nghiên cứu Tiêu chuẩn (标准定额研究所)
- Trung tâm Phát triển Công nghệ và Công nghiệp hóa (科技与产业化发展中心)
- Trung tâm Nghiên cứu Chiến lược (策研究中心)
- Trung tâm Thông tin (信息中心)
- Học viện Đào tạo Thị trưởng toàn quốc (全国市长研修学院)
- Trung tâm Ứng dụng viễn thám (遥感应用中心)
- Trung tâm Phát triển nguồn nhân lưc (人力资源开发中心)
- Trung tâm Đăng ký thực hành (执业资格注册中心)
- Trung tâm Văn hóa Kiến trúc (中国建筑文化中心)
- Báo Xây dựng (中国建设报社)
- Trung tâm Kiểm soát Mối (全国白蚁防治中心)

### Báo chí
- Báo Công nghiệp xây dựng (中国建筑工业出版社)
- Nhà xuất bản Thành thị (中国城市出版社)
- Tạp chí Kiến trúc (建筑 (杂志))

### Đoàn thể xã hội
- Hội Nghiên cứu Khoa học Thành thị (中国城市科学研究会)
- Hội Nghiên cứu Bất động sản (中国房地产研究会)
- Hội Kiến trúc (中国建筑学会)
- Hội Kỹ thuật xây dựng (中国土木工程学会)
- Hội Quy hoạch Thành thị (中国城市规划学会)
- Hội Kiến trúc cảnh quan (中国风景园林学会)
- Hội Kiến thiết lao động (中国建设劳动学会)
- Hội Thẩm định bất động sản (中国房地产估价师与房地产经纪人学会)
- Hội Kiểm toán kiến thiết (中国建设会计学会)
- Hiệp hội Thị trưởng (中国市长协会)
- Hội Nghiên cứu Công tác và Tư tưởng chính trị (中国建设职工思想政治工作研究会)
- Hội Xúc tiến thương mại quốc tế ngành Kiến thiết (中国国际贸易促进委员会建设行业分会)

### Cơ quan Kiểm soát
Tại Bộ Kiến Trú, một Thẩm kế thự được xây dựng, được điều phái thuộc Kiểm toán Nhà nước Trung Hoa. Các trách nhiệm chính của tổ chức này là: chịu trách nhiệm kiểm toán và giám sát tính trung thực, hợp pháp và hiệu quả của các khoản thu và chi tài chính của Bộ Kiến Trú, Hội Liên hiệp Phụ nữ Trung Quốc, Ủy ban Trung ương Đoàn Thanh niên Cộng sản, Tổng Công đoàn Trung Quốc, Ủy ban Công tác Cơ quan Nhà nước và các công ty nhà nước ở các tổ chức này ở Bắc Kinh. Theo kế hoạch công việc do Thẩm kế thự quốc gia xác định, và phù hợp với kế hoạch tổng thể thực hiện ngân sách trung ương, các công việc kiểm toán thu, chi tài chính khác do Thẩm kế thự quốc gia lập.

## Thế hệ lãnh đạo
| Thứ tự                                                            | Bộ trưởng                                                         | Sinh                                                              | Nhiệm kỳ                                                          | Công tác về sau                                                   |
| Bộ Kiến thiết thành thị, nông thôn và Bảo vệ môi trường Trung Hoa | Bộ Kiến thiết thành thị, nông thôn và Bảo vệ môi trường Trung Hoa | Bộ Kiến thiết thành thị, nông thôn và Bảo vệ môi trường Trung Hoa | Bộ Kiến thiết thành thị, nông thôn và Bảo vệ môi trường Trung Hoa | Bộ Kiến thiết thành thị, nông thôn và Bảo vệ môi trường Trung Hoa |
| ----------------------------------------------------------------- | ----------------------------------------------------------------- | ----------------------------------------------------------------- | ----------------------------------------------------------------- | ----------------------------------------------------------------- |
| 1                                                                 | Lý Tích Ninh                                                      | 1926 – 2008                                                       | 1983 – 1984                                                       | Ủy viên Bộ Chính trị, Phó Ủy viên trưởng Nhân Đại                 |
| 2                                                                 | Nhuế Hạnh Văn                                                     | 1927 – 2005                                                       | 1984 – 1985                                                       | Bí thư Thành ủy Thượng Hải                                        |
| 3                                                                 | Diệp Như Đường                                                    | 1940                                                              | 1985 – 1988                                                       |                                                                   |
| Bộ Kiến thiết Trung Hoa                                           |                                                                   |                                                                   |                                                                   |                                                                   |
| 1                                                                 | Lâm Hán Hùng                                                      | 1929                                                              | 04/1988 – 03/1991                                                 |                                                                   |
| 2                                                                 | Hầu Tiệp                                                          | 1931 – 2001                                                       | 11/1991 – 03/1998                                                 |                                                                   |
| 3                                                                 | Du Chính Thanh                                                    | 1945                                                              | 03/1998 – 11/2001                                                 | Thường vụ Bộ Chính trị, Chủ tịch Chính Hiệp Trung Hoa thứ tám     |
| 4                                                                 | Uông Quang Đào                                                    | 1943                                                              | 11/2001 – 03/2008                                                 |                                                                   |
| Bộ Nhà ở và Kiến thiết thành thị, nông thôn Trung Hoa             |                                                                   |                                                                   |                                                                   |                                                                   |
| 1                                                                 | Khương Vĩ Tân                                                     | 1949                                                              | 03/2008 – 06/2014                                                 |                                                                   |
| 2                                                                 | Trần Chính Cao                                                    | 1952                                                              | 06/2015 – 06/2017                                                 |                                                                   |
| 3                                                                 | Vương Mông Huy                                                    | 1960                                                              | Tháng 6 năm 2017 – 24 tháng 6, 2022                               |                                                                   |
| 3                                                                 | Nghê Hồng                                                         | 1962                                                              | 24 tháng 6, 2022 – nay                                            |                                                                   |